# Tortula mucronifera
Tortula mucronifera là một loài rêu trong họ Pottiaceae. Loài này được W. Frey, Kurschner & Ros mô tả khoa học đầu tiên năm 1994.